# Intel Core
Intel Core is de naam voor de processor met de codenaam Yonah (Engelse transcriptie van de Hebreeuwse naam Jona - יונה), die werd uitgebracht op 5 januari 2006. Het vervangt het merk Pentium M dat gebruikt werd voor eerdere processoren (voor draagbare apparatuur) met dezelfde micro-architectuur. Het is onderdeel van een grootschalige merknaamverandering die Intel in januari 2006 is begonnen; de opvolger van de Intel Core-processor is de Intel Core 2; deze vervangt het Pentium-merk.

## Yonah
Yonah was de codenaam voor de eerste generatie van Intels mobiele microprocessoren op 65 nm, gebaseerd op de Pentium M-micro-architectuur van Banias/Dothan, met toegevoegde beveiligingstechnologie van LaGrande. De prestaties op gebied van SIMD werden verbeterd door toevoeging van SSE3-instructies en verbeteringen van de SSE- en SSE2-implementaties, terwijl de prestatie van de integerberekeningen iets afnam door hogere 'latency-cache'. Bovendien ondersteunt Yonah de XD-bit.
Core Duo is de eerste "dubbelekern"-processor ter wereld met laag energieverbruik (minder dan 25 watt), voorafgegaan door de Opteron 260 en de 860 HE met 55 watt. Core Duo werd uitgebracht op 5 januari 2006, tegelijk met de andere componenten van het Napa-platform. Het is de eerste Intel-processor die gebruikt wordt in Apple Macintosh-producten (de Apple "Developer Transition Kit"-machines, eenheden buiten productie die verspreid werden aan enkele ontwikkelaars, gebruikten Pentium 4-processoren).
In tegenstelling tot eerdere berichten ondersteunt de Intel Core Duo Intels Vanderpool-virtualisatietechnologie, zoals aangegeven in Intels Performance Brief. Enkele aanbieders hebben echter ervoor gekozen standaard deze mogelijkheid uitgeschakeld te laten en het beschikbaar gemaakt via een optie in de BIOS.
EM64T (Intel x86-64bit-extensies) worden niet ondersteund door Yonah. EM64T-ondersteuning is echter wel gepland voor Yonahs opvolger, Core 2, met codenaam Merom.
Intel Core Duo bestaat uit twee kernen, een 2 MiB L2 cache die gedeeld wordt door beide kernen, een bus voor arbitrage die toegang tot zowel de L2-cache als de FSB regelt. Volgende versies van Core Duo-processoren zullen ook de mogelijkheid hebben om één kern uit te schakelen ten behoeve van vermindering van energieverbruik.
Intel Core Solo gebruikt dezelfde twee 'core'-kernen als Core Duo, maar heeft slechts één actieve core. (Er is nog steeds veel vraag naar single-core mobiele processoren, en het is makkelijker voor Intel om een van de kernen van de bestaande dual-core ontwerp uit te schakelen dan een nieuwe productlijn van CPU's te starten die fysiek slechts één core hebben. Bijkomend laat dit Intel toe om alsnog CPU's met één defecte kern (van de twee) te verkopen door de defecte kern uit te schakelen.

### Technische specificaties
De Core Duo, inclusief de gedeelde 2 MiB, bevat 151 miljoen transistoren. Yonahs uitvoerende core heeft een 'pipeline' van twaalf niveaus, waarvan men voorspelt dat het kloksnelheden met een maximum frequentie van 2,33 tot 2,50 GHz zal bereiken. De communicatie tussen zowel de L2-cache als de twee cores wordt verwerkt door een arbitrerende buseenheid, wat cache-coherent verkeer via de FSB overbodig maakt, ten koste van core-naar-L2 vertraging van 10 klokcycli naar 14. De componenten voor energiebeheer van de core hebben de mogelijkheid tot verbeterde thermische beheersing, alsook onafhankelijke verdeling van stroom tussen de twee cores wat in een zeer efficiënt stroomvoorzieningsbeheer resulteert.
Core-processoren communiceren met de chipset van het systeem middels een 667 MT/s F(ront)S(ide)B(us), tegenover 533 MT/s gebruikt door de snelste Pentium M.
Yonah wordt ondersteund door de systeem-chipsets 945GM, 945PM en 945GT. Core Duo en Core Solo gebruiken de FCPGA6 (478-pin) pinverdeling, maar ten gevolge van herschikking van de pinnen en nieuwe chipset-functies zijn zij niet uitwisselbaar met een voorafgaande Pentium M-moederborden.

### Voordelen en tekortkomingen
In veel prestatiecategorieën (die beide cores ondersteunen) vertegenwoordigt Yonah een onverwacht grote verbetering ten opzichte van zijn onmiddellijke voorganger:
- twee gecomputeriseerde cores zonder aanzienlijke verhoging van elektriciteitsverbruik
- uitmuntende prestaties
- uitmuntende verhouding prestatie per watt

De tekortkomingen van Yonah zijn grotendeels overgeërfd van de voorafgaande Pentium M-architecturen:
- grote vertragingen in het geheugen vanwege het gebruik van een geheugenbeheerder direct op de chip (wat verder verergerd wordt door het gebruik van DDR-II-RAM door de chipset van het systeem)
- slechte Floating Point Unit (FPU)-doorvoer ten gevolge van kleinere FP-eenheden in iedere CPU-core
- geen ondersteuning voor 64-bit (EM64T)
- dezelfde of zelfs slechtere "prestatie per watt" in applicaties die single-threaded draaien, indien men dit vergelijkt met zijn voorganger.

Het Yonah-platform vereist dat alle wisselwerkingen van het hoofdgeheugen door de Northbridge van de chipset geleid worden, hetgeen trager is dan het platform van de Turion van AMD. Dit gebrek wordt ervaren door de gehele lijn van Pentium-processoren (voor desktop, server en de mobiele typen). Applicatietesten tonen echter aan dat het L2-cache-systeem van Yonah behoorlijk effectief is in het verbergen van de vertraging in het hoofdgeheugen voor de uitvoerende core, waardoor de invloed van de vertraging op het werkelijke presteren wordt verminderd.
Velen denken dat het ontbreken van 64-bitondersteuning een beperking van betekenis is gedurende de levenscyclus. Echter was ondersteuning voor 64 bit-besturingssystemen op moment van uitbrengen (begin 2006) erg summier in de consumentenmarkt; een situatie die niet zal wijzigen tot de uitgave van Windows Vista in het begin van 2007. Tevens is deze chip voornamelijk bedoeld voor toepassingen in laptops, waarvan er destijds weinig waren die meer dan 2 GB RAM ondersteunden waardoor het aspect van 64-bit ondersteuning verwaarloosbaar was. Daarom was het opnemen van EM64T voor de bedoelde markt (mobile processoren voor o.a. laptops) niet noodzakelijk.
De, op Yonah-gebaseerde, Sossaman-processor voor servers ontbeert tevens ondersteuning voor EM64T. Voor de markt van servers heeft dit ernstigere gevolgen gezien alle belangrijke besturingssystemen voor servers reeds EM64T ondersteunen en het aankomende Exchange 12 zelfs een 64 bitprocessor nodig heeft om te draaien.
Sommigen zien vanwege deze redenen Core als een tijdelijk maatregel om de leegte te vullen die de korte 'periode van heerschappij' moet overbruggen tussen de Pentium-reeks en de 64-bit Intel Core 2 CPU's die in de zomer van 2006 verscheept werden.
Volgens de 'Mobile Roadmaps' van Intel uit 2005 lijkt Intel zich oorspronkelijk meer toegespitst te hebben op het energieverbruik van zijn p6+ Pentium M- en Core-processoren en wilde het dit met Yonah verminderen met de helft. Intel had oorspronkelijk als plan het aanbieden van desktop-afgeleiden (Netburst), met verminderd energieverbruik voor draagbare prestatie-doeleinden, voort te zetten en om p6+ Pentium M/Core-processoren alleen in te zetten als onderdelen voor laag energieverbruik met prestaties van gemiddeld tot laag.
Het beleid werd blijkbaar later gewijzigd om het energieverbruik min of meer op het gelijke niveau te houden en om de prestatie zo veel mogelijk te verhogen.
Het veranderde beleid was waarschijnlijk een gevolg van Intels gewijzigde plannen om Netburst af te danken en het te vervangen met p6+ Pentium M/Core. Dit betekende een verschuiving van de prioriteit richting hoge prestaties p6+ Pentium M/Core en minder richting laag energieverbruik.

### Kloksnelheid
Intel lanceerde de Core Solo- en Core Duo-chips tijdens de CES 2006. Deze chips gebruiken een ander schema voor naamtoewijzing dan de vorige chips. Een naam die met 'T' begint geeft een 'prestatie'-gedeelte aan en een naam die met een 'L' begint een 'lage stroom'-gedeelte. Deze letters worden dan gevolgd door een 1 of 2 (het aantal 'cores' aanduidend) een 3-cijferige code die de waarschijnlijke snelheid aanduidt. Alle chips in de 'Core'-lijn bevatten tijdens de lancering 2 MiB L2-cache (die gedeeld wordt tussen 'cores' in de dual-core ontwerpen.)
De lijn bestond tijdens de lancering uit:
- Intel Core Solo Processor T1200: 1,5 GHz, single-core
- Intel Core Solo Processor T1300: 1,66 GHz, single-core
- Intel Core Duo Processor L2300: 1,5 GHz, dual-core, low power
- Intel Core Duo Processor L2400: 1,66 GHz, dual-core, low power
- Intel Core Duo Processor T2250: 1,73 GHz, 533 MHz FSB
- Intel Core Duo Processor T2300: 1,66 GHz, dual-core
- Intel Core Duo Processor T2300E: 1,66 GHz, dual-core (geen Virtual Technology)
- Intel Core Duo Processor T2400: 1,83 GHz, dual-core
- Intel Core Duo Processor T2500: 2,0 GHz, dual-core
- Intel Core Duo Processor T2600: 2,16 GHz, dual-core
- Intel Core Duo Processor T2700: 2,33 GHz, dual-core (gelanceerd in juni 2006)
- Intel Core Duo Processor E2140: 1,6 GHz, dual-core (S775-desktopprocessor)
- Intel Core Duo Processor E2160: 1,8 GHz, dual-core (S775-desktopprocessor)
- Intel Core Duo Processor E2180: 2,0 GHz, dual-core (S775-desktopprocessor)

## Sossaman
Een afgeleide van Yonah, codenaam Sossaman, werd uitgebracht op 14 maart 2006 als de Dual-Core Xeon LV. Sossaman is virtueel gelijk aan Yonah, behalve dat Sossaman dual-socket configuraties ondersteunt (voor een eindtotaal van 4 cores) en 36 bitaddressering van geheugen (PAE mode) implementeert.